# Klinik am Korso

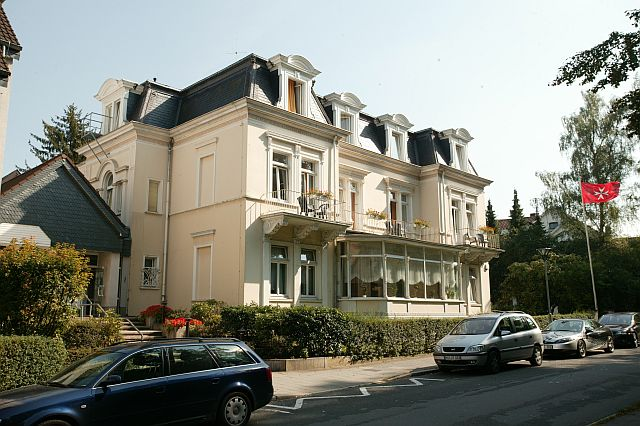
Historische Villa der Klinik am Korso, 2007

Die Klinik am Korso in Bad Oeynhausen ist europaweit die einzige Spezialklinik, in welcher ausschließlich Essstörungen behandelt werden. Sie hat 92  stationäre Behandlungsplätze für essgestörte Menschen und behandelt dort ca. 500 – 600 Patienten pro Jahr. Damit ist die Klinik deutschlandweit die Einrichtung mit den meisten stationär behandelten Patienten aus diesen Diagnosegruppen (ICD-10 F50.0 – 50.9).
Neben den klassischen Diagnosegruppen Bulimie (Bulimia nervosa oder Ess-Brechsucht) und Magersucht (Anorexia nervosa) werden dort auch Menschen mit Binge Eating Disorder (BED) und psychisch bedingtem Übergewicht (Adipositas) behandelt.

## Behandlungssetting
Die Behandlung erfolgt überwiegend innerhalb von offenen Therapiegruppen mit jeweils 8 – 12 Personen, welche gemeinsam verschiedene Behandlungsformen wie die psychotherapeutische Gruppe, die Gestaltungs-, Ernährungs- und Bewegungstherapie, die Lehrküche sowie das Therapiefrühstück u. a. absolvieren. In die Behandlung einbezogen werden in der Regel auch die Angehörigen der Patienten über Angehörigenseminare und angeleitete Gruppen. Innerhalb der Einrichtung gibt es zwei Stationen: Eine für erwachsene und eine für jugendliche (ab 14 Jahren) Patienten.
Die Einrichtung arbeitet auf einem psychosomatischen und psychodynamischen Konzept, in dem die therapeutische Gemeinschaft eine große Bedeutung hat, das heißt Therapeuten und Patienten sollen sich als Partner bei der Behandlung verstehen. Die Behandlung dauert circa sechs bis zehn Wochen. Das Besondere dieser Klinik ist die Eingrenzung des Behandlungsspektrums auf einen kleinen Diagnosebereich, so dass es den Patienten sowie deren Angehörige erleichtert wird soziale Kontakte zu knüpfen, da alle um die Grundproblematik wissen und Schamgrenzen weniger relevant werden.

## Geschichte
Die Klinik wurde 1985 mit 42 Behandlungsplätzen gegründet und 1988 auf 92 Betten erweitert. Sie befindet sich seit 2002 in Trägerschaft des Johanniterordens. Der derzeitige Chefarzt ist Thomas J. Huber, welcher 2008 die Nachfolge von Georg Ernst Jacoby angetreten hat, der die Klinik seit 1987 geleitet hatte.